# Ptuj
Ptuj (IPA: [ˈptuːi̯]; in tedesco Pettau) è una città della Slovenia di 17 793 abitanti, che si trova nella regione della Bassa Stiria, in Slovenia nord-orientale.

## Storia
Ptuj è anche una delle città più antiche della Slovenia. La sua storia risale all'età della pietra, ma la città ha vissuto il suo massimo splendore nel periodo romano. Il nome ebbe origine all'epoca dell'imperatore Traiano, che concesse all'insediamento lo status di città e la battezzò Colonia Ulpia Traiana Poetovio. Nel 69 d.C. l'imperatore Vespasiano venne eletto a Ptuj e la prima menzione scritta della città è dello stesso anno. Nel X secolo Ptuj ottenne i diritti cittadini (precisamente nel 977).
Conquistata dai Goti, fu distrutta dagli Unni nel 452; successivamente venne occupata dagli Slavi nel VI secolo. Nell'874 venne infeudata al vescovo di Salisburgo; distrutta dagli Ungari, fu ricostruita nel 1125. Dal 1573 fece parte dei domini degli Asburgo.
Secondo il censimento austroungarico del 1910, l'86% della popolazione del centro storico era di lingua tedesca, mentre nei dintorni predominava l'elemento sloveno. Al termine della prima guerra mondiale Ptuj venne dapprima inserita nella Prima repubblica austriaca, ma dopo l'intervento del generale sloveno Rudolf Maister il territorio della Bassa Stiria fu incluso nella nascente Jugoslavia. Nel periodo interbellico la popolazione di lingua tedesca calò considerevolmente.
Dopo l'invasione della Jugoslavia dell'aprile 1941, Ptuj fu occupata dalla truppe tedesche. Fino al 1944 la popolazione di lingua slovena subì deportazioni e le loro abitazioni vennero occupate da cittadini di lingua tedesca provenienti dall'Alto Adige e dalla regione di Kočevje. Analoga sorte toccò al termine della guerra ai cittadini di lingua tedesca, che abbandonarono l'area. Attualmente l'elemento etnico quasi esclusivo infatti è quello sloveno.

## Monumenti e luoghi d'interesse
- Minoritski samostan. Il convento dei frati minori fu eretto nel 1239, conserva una biblioteca, fondata agli inizi del 500, con quasi 5.000 volumi appartenuti all XVII. e XVIII secolo. Dopo la seconda guerra mondiale è stata trasferita nella stanza angolare, il cui soffitto è decorato con gli stucchi.
- Mestna hiša. Edificio del 1907 in stile neogotico, ospita il Municipio cittadino.
- Mestni stolp. Torre civica del 1556, rappresenta il monumento più importante del centro di Ptuj. Venne abbassata nel 1705 per ragioni di sicurezza dopo un vasto incendio.
- Ptujski grad. Il castello cittadino sorge sulla collina che domina la città, ove sono state ritrovate testimonianze preistoriche. Creato tra il XIII secolo e il XIV, ingloba strutture anche più antiche, come la torre Ovest (del IX secolo). Notevole il porticato e il doppio loggiato sul cortile interno opera di Giovanni Sallustio Peruzzi, figlio di Baldassarre, architetto senese. Dal 1945 è passato dagli ultimi proprietari, gli Herbstein, allo Stato che ha inserito al suo interno il Pokrajinski muzei Ptuj (Museo provinciale di Ptuj).
- Stolnica cerkev svetega Jurija. Duomo di San Giorgio dal XV secolo in stile gotico, vecchia cattedrale della soppressa diocesi di Ptuj.

## Economia
Già al tempo dei vescovi la città di Ptuj divenne un fiorente centro mercantile, specializzato soprattutto nel commercio del vino. Questo scatenò a più riprese delle vere e proprie guerre con la vicina Maribor, che era già in mano asburgica. La concorrenza con la vicina Maribor venne però perduta da Ptuj dopo il ripristino della strada tra Vienna e Trieste e la costruzione della linea ferroviaria (1847-1850). La città perse la sua natura commerciale e si sviluppò come centro vitivinicolo.

## Sport
Il principale club calcistico cittadino era il NK Drava Ptuj, che ha militato nella massima serie slovena.